# Siham Hilali

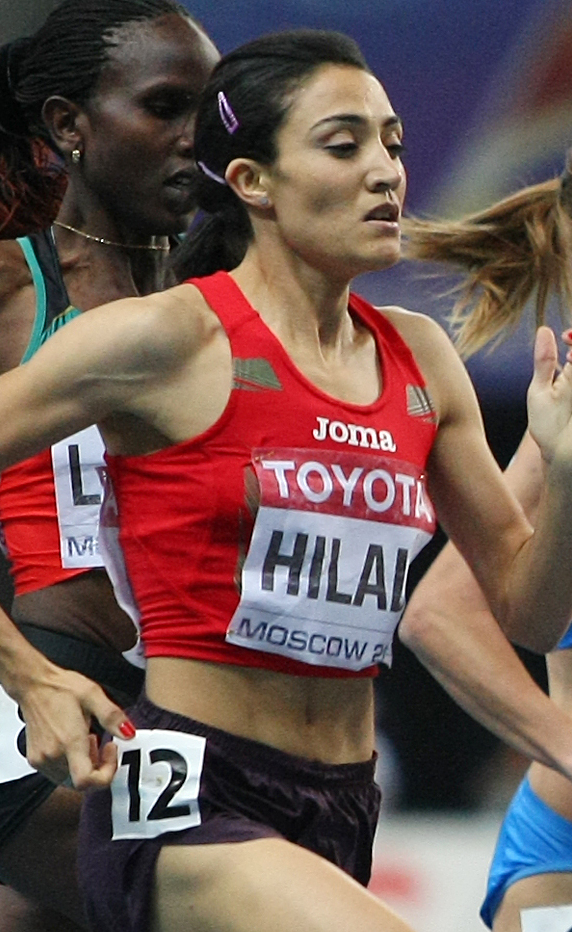
2013

Siham Hilali (* 2. Mai 1986 in Oued Zem, Chaouia-Ouardigha) ist eine marokkanische Mittelstreckenläuferin, die sich auf die 1500-Meter-Distanz spezialisiert hat.
Bei den Jugend-Weltmeisterschaften 2003 gewann sie Gold im 3000-Meter-Lauf und bei den Junioren-Weltmeisterschaften 2004 Bronze über 1500 m und 3000 m.
2007 schied sie bei den Leichtathletik-Weltmeisterschaften in Osaka im Vorlauf aus und wurde Achte beim Leichtathletik-Weltfinale. Im Jahr darauf wurde sie Fünfte bei den Leichtathletik-Hallenweltmeisterschaften in Valencia und lief bei den Olympischen Spielen in Peking als Zehnte ein.
2009 kam sie bei den Crosslauf-Weltmeisterschaften in Amman auf den 23. Platz, scheiterte bei den Weltmeisterschaften in Berlin im Vorlauf und gewann Silber bei den Spielen der Frankophonie.
Siham Hilali wird von ihrem Ehemann Azzedine Zaz trainiert.

## Persönliche Bestzeiten
- 800 m: 2:00,15 min, 6. Juli 2013, Paris
- 1500 m: 4:01,33 min, 29. Mai 2011, Hengelo
  - Halle: 4:04,53 min, 14. Februar 2012, Liévin
- 2000 m: 5:47,93 min, 4. September 2009, Brüssel
- 3000 m: 9:03,16 min, 17. Juli 2004, Grosseto
  - Halle: 8:46,17 min, 4. Februar 2012, Boston
- 5000 m: 15:05,79 min, 9. Juni 2019, Hengelo